# Luna Island

De Niagara-watervallen in de VS en Canada vanaf Skylon Tower, 2002

Luna Island is een klein eiland in Niagara Falls in de staat New York. Het bevindt zich tussen Goat Island en Niagara Falls State Park. Het eiland is 107 meter lang en 40 meter breed.